# Hooverdam
Ne doit pas être confondu avec Hoover Dam.
Albums de Hugh Cornwell
Beyond Elysian Fields
(2004) Totem and Taboo
(2012)
Hooverdam est un album de Hugh Cornwell sorti en 2008. D'abord disponible en téléchargement gratuit, il est ensuite sorti en CD accompagné d'un DVD filmé pendant l'enregistrement du disque.

## Titres
1. Slow Boat to Trowbridge
2. Going to the City
3. Delightful Nightmare
4. Within You ou Without You
5. Rain on the River
6. Beat of My Heart
7. Philip K Ridiculous
8. The Pleasure of Your Company
9. Wrong Side of the Tracks
10. Banging on at the Same Old Beat

## Musiciens
- Hugh Cornwell - guitare électrique, chant
- Caroline Campbell - basse, piano, synthétiseur, chant
- Chris Bell - batterie, synthétiseur
- Charles Kennedy - piano
- Damian Hand - saxophone

## Équipe de production
- Liam Watson - producteur, mixage
- Ed Turner - ingénieur du son, mixage